# Inspección por ultrasonido

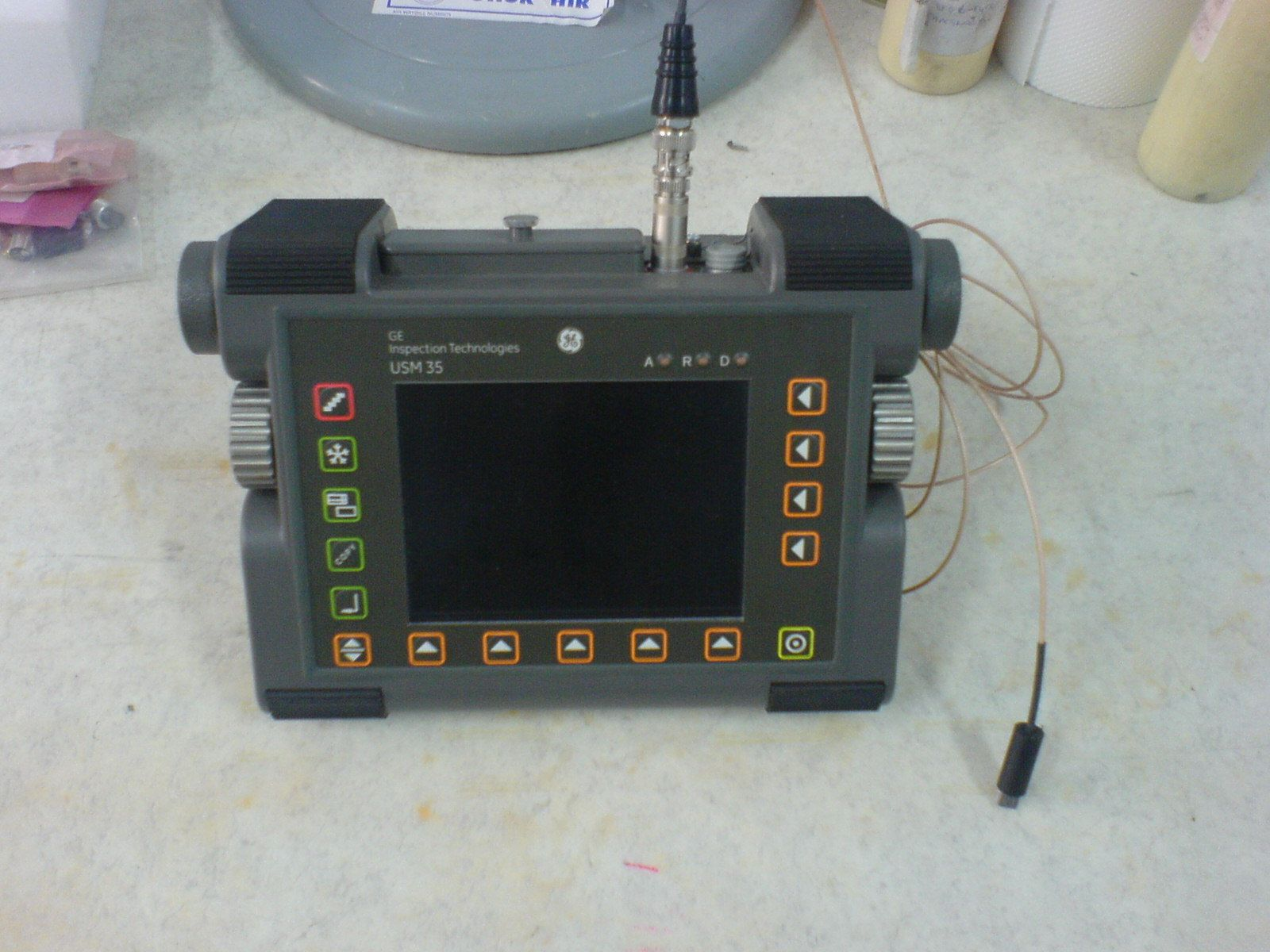
Equipo portátil de inspección por ultrasonidos. A la derecha del equipo, unido por un cable, se puede observar el palpador (en donde se aloja el transductor).

La inspección por ultrasonido se define como un procedimiento de inspección no destructivo de tipo mecánico, que se basa en la impedancia acústica, la que se manifiesta como el producto de la velocidad máxima de propagación del sonido y la densidad del material. Una de sus principales características es su elevado costo. Cuando se inventó este procedimiento, se medía la disminución de intensidad de energía acústica cuando se hacían viajar ondas supersónicas en un material, requiriéndose el empleo de un emisor y un receptor. Actualmente se utiliza un único aparato que funciona como emisor y receptor, basándose en la propiedad característica del sonido de reflejarse al alcanzar una interfase acústica.
Los equipos de ultrasonido que se utilizan actualmente permiten detectar discontinuidades superficiales, subsuperficiales e internas, dependiendo del tipo de palpador utilizado y de las frecuencias que se seleccionen dentro de un rango que va desde 0.25 hasta 25 MHz. Las ondas ultrasónicas son generadas por un cristal o un cerámico piezoeléctrico denominado transductor y que tiene la propiedad de transformar la energía eléctrica en energía mecánica y viceversa. Al ser excitado eléctricamente el transductor vibra a altas frecuencias generando ultrasonido. Las vibraciones generadas son recibidas por el material que se va a inspeccionar, y durante el trayecto la intensidad de la energía sónica se atenúa exponencialmente con la distancia del recorrido. Al alcanzar la frontera del material, el haz sónico es reflejado, y se recibe el eco por otro (o el mismo) transductor. Su señal es filtrada e incrementada para ser enviada a un osciloscopio.